# 19005 Teckman
19005 Teckman (2000 RY64) là một tiểu hành tinh vành đai chính được phát hiện ngày 1 tháng 9 năm 2000 bởi nhóm nghiên cứu tiểu hành tinh gần Trái Đất phòng thí nghiệm Lincoln ở Socorro.